# Molnterrassen

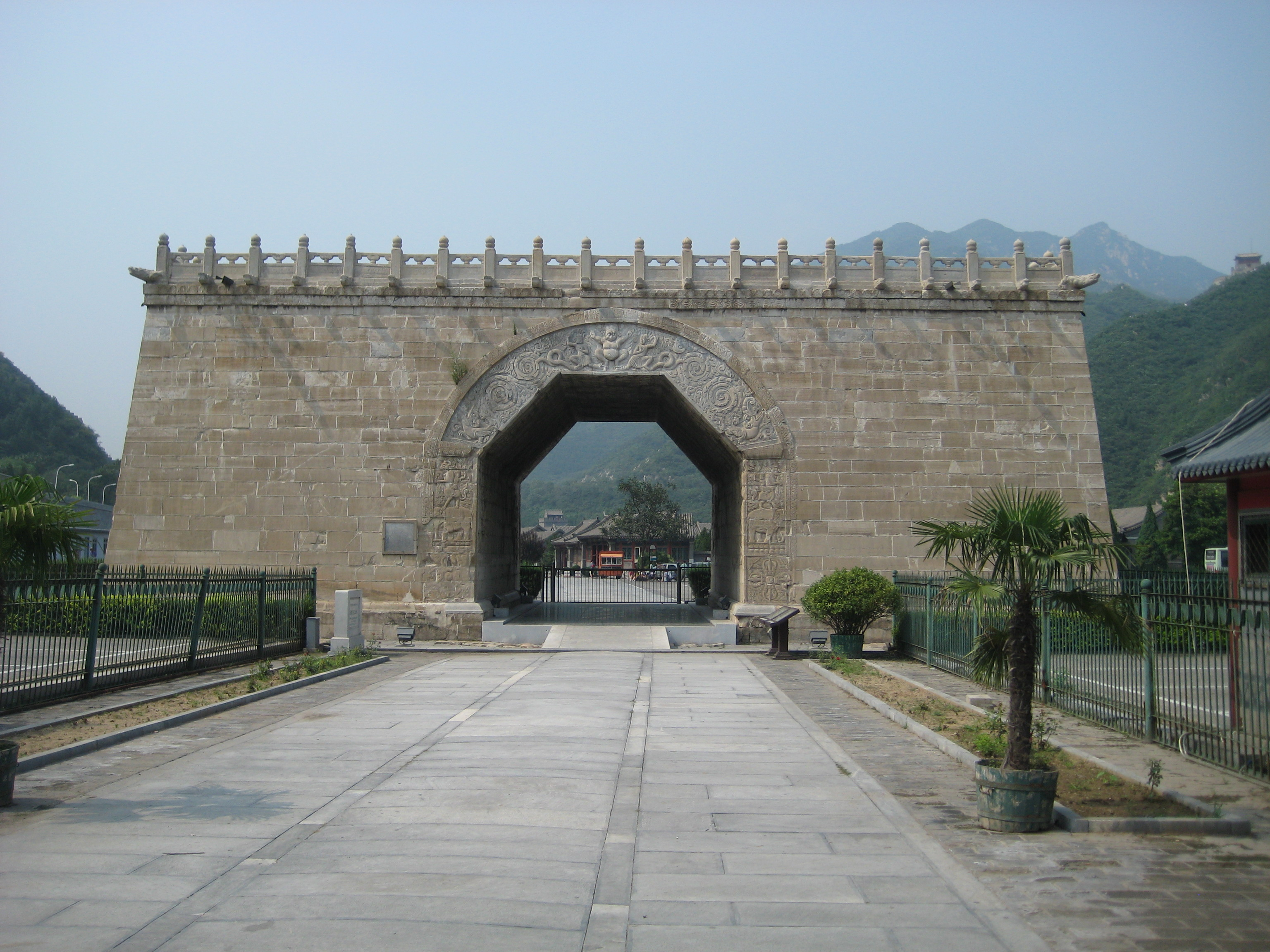
Södra sidan av Molnterrassen.

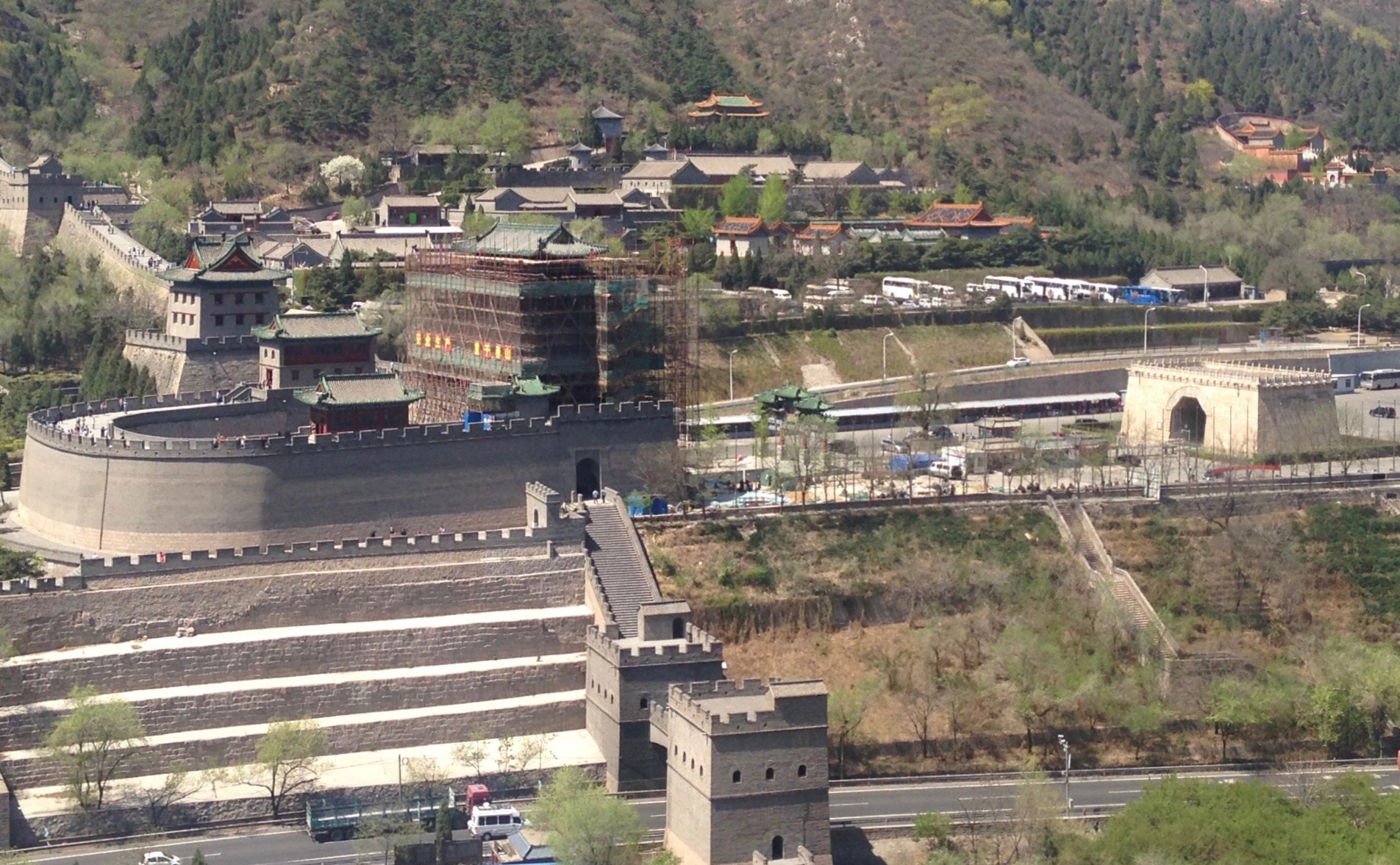
Befästningen Juyongguan, där Molnterrassen syns i högerkant.

Molnterrassen (居庸关云台) är ett historiskt arkitekturiskt fundament till en pagod från Yuandynastin i Kina. Molnterrassen står i befästningen Juyongguan 50 km nordväst om centrala Peking i Changpingdistriktet.
Molnterrassen är fundamentet till en pagod av typen "vägkorsande torn" (过街塔) där basen till pagoden korsar en trafikerad väg. Pagoden uppfördes 1342 men förstördes i inledningen av Mingdynastin (1368-1644). Under Mingdynastin uppfördes en buddhistisk tempel på fundamentet som senare brann ner år 1702. Fundamentet finns kvar i dag, och har formen av en port.
På kanterna till porten och på insidan av genomfarten finns många buddhistiska motiv inristade, samt Dharani sutra inristad på sex olika språk: sanskrit, tibetanska, 'Phags-pa, uigurisk skrift, tanguternas språk och kinesiska.